# 22. svibnja
22. svibnja (22. 5.) 142. je dan godine po gregorijanskom kalendaru (143. u prijestupnoj godini).
Do kraja godine imaju još 223 dana.

## Događaji
- 1819. – Zaplovio je SS Savannah, prvi parobrod koji je preplovio Atlantski ocean.
- 1897. – Krvavi izbori u Bošnjacima: na predizbornomu skupu, mađaronski orijentirani žandari ubili osmero hrvatskih seljaka iz Bošnjaka.
- 1939. – Drugi svjetski rat: Njemačka i Italija potpisale su Čelični pakt.
- 1960. – Najsnažniji potres ikada zabilježen (9,5 Richtera) pogodio Čile
- 1967. – 323 poginulih u požaru u Bruxellesu.
- 1980. – U Japanu je objavljen Pac-Man Iwatanija Torua dizajnera videoigara, jedna od najuspješnijih videoigara u povijesti.
- 1992. – Republika Hrvatska primljena u članstvo Ujedinjenih naroda
- 2020. – U Kninu je predstavljen prijedlog zakona o proglašavanju Dinare parkom prirode koji bi obuhvatio masiv Dinare (Dinara, Troglav i Kamešnica), izvorišni dio i gornji tok rijeke Cetine te krška polja uz Cetinu (Hrvatačko, Paško i Vrličko).[1]
- 2022. – Paulina Jaricot u Lyonu proglašena blaženicom Katoličke Crkve.

| - 1813. – Richard Wagner, njemački skladatelj († 1883.) - 1859. – Arthur Conan Doyle, engleski književnik († 1930.) - 1861. – Jan Vlašimsky, hrvatski skladatelj i zborovođa češkog porijekla († 1942.) - 1913. – Petar Guberina, hrvatski jezikoslovac, fonetičar, teoretičar stilistike kao znanosti († 2005.) - 1924. – Charles Aznavour, francuski šansonijer, skladatelj i glumac († 2018.) - 1946. – Hrvoje Horvat, hrvatski rukometaš - 1971. – MC Eiht, američki reper - 1987. – Novak Đoković, srbijanski tenisač - 1987. – Kristina Elez, hrvatska rukometašica - 1991. – Igor Drvenkar, hrvatski pjevač | - 337. – Konstantin Veliki, rimski car (* 274.) - 1016. – Sv. Ivan Vladimir, dukljanski knez (* oko 970.) - 1457. – Sveta Rita, talijanska katolička svetica (* 1381.) - 1873. – Alessandro Manzoni, talijanski književnik (* 1785.) - 1885. – Victor Hugo, francuski književnik (* 1802.) - 1939. – Martin Borenić, gradišćanskohrvatski pisac, kalendarac, učitelj (* 1850.) - 1942. – Stjepan Filipović, narodni heroj. Poznat po pozdravu "Smrt fašizmu – sloboda narodu!" (* 1900.) - 2017. – Nicky Hayden, američki vozač motociklističkih utrka (* 1981.) |

## Blagdani i spomendani
- Međunarodni dan biološke raznolikosti
- Dan grada Zaboka
- Dan zaštite prirode u Hrvatskoj